# Conor Coady
Conor David Coady (* 25. Februar 1993 in Merseyside) ist ein englischer Fußballspieler. Er stammt aus der Jugendarbeit des FC Liverpool und spielt aktuell bei Leicester City.
In seiner Jugendzeit und zu Beginn seiner Profikarriere spielte er auf der Position des zentralen Mittelfeldspielers, bevor er in der Saison 2016/17 zum Außenverteidiger umfunktioniert wurde. Zur Spielzeit 2017/18 wurde er in die Mitte geschoben und spielt seither in der Innenverteidigung.

## Karriere

### Verein
Coady stammt aus der Jugendakademie des FC Liverpool. In der Jugendzeit und auch in seiner frühen Vereinskarriere spielte er noch auf der Position des zentralen Mittelfeldspielers. Sein Ligadebüt für die Reds bestritt er am 12. Mai 2013 beim 3:1-Auswärtssieg gegen den FC Fulham. Dieser Einsatz sollte sein einziger für Liverpool in der Premier League sein. Um Spielpraxis im Profifußball zu sammeln, wurde er zur darauffolgenden Saison 2013/14 wurde er an den Football-League-One-Verein Sheffield United ausgeliehen. Sein Debüt bestritt er am 2. August 2013 beim 2:1-Heimsieg gegen Notts County. Sein erstes Tor im englischen Profifußball erzielte Coady am 30. November 2013 beim 1:1-Unentschieden gegen Leyton Orient. Nachdem er sich im Dezember in die Startformation spielen konnte, verlängerten die Blades im Wintertransferfenster seinen Leihvertrag bis Saisonende. In dieser Spielzeit absolvierte er 50 Spiele für den Verein aus South Yorkshire, in denen er sechs Treffer und vier Assists beisteuern konnte.
Am 6. August 2014 wechselte Conor Coady zum Zweitligisten Huddersfield Town, wo er einen Dreijahresvertrag unterzeichnete. Sein Debüt bestritt er am 9. August 2014 bei der 0:4-Niederlage gegen den AFC Bournemouth. Sein erstes Tor für seinen neuen Verein erzielte er am 1. Oktober beim 3:1-Auswärtssieg gegen die Wolverhampton Wanderers. In der Saison 2014/15 kam er für die Terriers in 45 Ligapartien zum Einsatz, in denen er drei Tore erzielte.
Am 3. Juli 2015 wechselte Coady für eine Ablösesumme in Höhe von 2,8 Millionen Euro zum Ligakonkurrenten Wolverhampton Wanderers. Sein Debüt bestritt er am 8. August beim 2:1-Auswärtssieg gegen die Blackburn Rovers. Sein erstes Tor erzielte erst in der folgenden Spielzeit 2016/17 beim 2:1-Pokalsieg gegen Crawley Town. In dieser Saison wurde er von Trainer Paul Lambert zum rechten Außenverteidiger umfunktioniert. Bis dahin hatte Coady in seiner Profikarriere ausschließlich die Position des zentralen Mittelfeldspielers bekleidet. Auf dieser neuen Position absolvierte er nun bereits einen Großteil seiner 45 Pflichtspiele in dieser Saison.
Nachdem der portugiesische Trainer Nuno Espírito Santo zur Saison 2017/18 das Zepter bei den Wolves übernommen hatte, führte er eine neue Formation ein, bei der er auf drei Innenverteidiger setzte. Espírito Santo plante hierbei Coady auf dieser Position ein und beförderte ihn außerdem zum Kapitän der Mannschaft. Im September 2017 unterzeichnete Coady ein neues Arbeitspapier, dass ihn bis Sommer 2021 an den Verein bindet. Am 21. April 2018 erzielte er beim 4:0-Auswärtssieg gegen die Bolton Wanderers per Elfmeter sein erstes Ligator für Wolverhampton. In diesem Spiel sicherten sich die Wanderers vorzeitig den Meistertitel, nachdem man den Aufstieg in die Premier League bereits zuvor fixiert hatte.
Am 15. Februar 2019 unterschrieb Coady erneut einen neuen Kontrakt bei den Wolves und ist nun bis zum Sommer 2023 an den Verein gebunden.
Für die Saison 2022/23 wurde er an den Ligakonkurrenten FC Everton verliehen.
Im Sommer 2023 wechselte er zu Leicester City in die EFL Championship.

### Nationalmannschaft
Coady repräsentierte England von 2009 bis 2013 in diversen Jugendauswahlen von der U-16 bis zur U-20. Für die U-17-Nationalmannschaft war er 17 Mal im Einsatz. Bei der U-17-Fußball-Europameisterschaft 2010 war er der Kapitän der Auswahl und führte seine Mannschaft zum Titel. Mit der U-19 spielte er bei der U-19-Fußball-Europameisterschaft 2012 in Estland bei dem sein Land erst im Halbfinale an Griechenland scheiterte. Bei der U-20-Fußball-Weltmeisterschaft 2013 war er Kapitän der englischen Auswahl und traf beim ersten Gruppenspiel gegen den Irak.
Im September 2020 debütierte er für die A-Nationalmannschaft. Im Jahr 2021 wurde er in den englischen Kader für die Fußball-Europameisterschaft berufen, der das Finale gegen Italien im Elfmeterschießen im heimischen Wembley-Stadion verlor.
Im Jahr 2022 wurde Coady in den englischen Kader für die Fußball-WM in Katar berufen.

## Erfolge

### Verein

#### Wolverhampton Wanderers
- EFL Championship: 2017/18

### Nationalmannschaft
- U17-Europameister: 2010
- Vize-Europameister: 2021

### Individuelle Auszeichnungen
- UEFA European Under-17 Championship Mannschaft des Turniers: 2010
- EFL Championship Mannschaft der Saison: 2017/18